# 금산고등학교
금산고등학교(錦山高等學校)는 대한민국 충청남도 금산군 중도리에 있는 공립 고등학교이다.

## 학교 연혁
- 1952년 5월 24일 : 금산고등학교 3학급 인가
- 1952년 6월 14일 : 금산고등학교 개교
- 2020년 3월 1일 : 학칙변경(15학급)
- 2025년 2월 7일 : 제70회 졸업식(총 13,600명)
- 2025년 3월 1일 : 제31대 고명환 교장 부임
- 2025년 3월 4일 : 입학식 (제73회 110명)

## 참고 자료
- 금산고등학교 - 한국교육학술정보원 학교알리미